# (11954) 1994 BY
(11954) 1994 BY est un astéroïde de la ceinture principale d'astéroïdes découvert en 1994.

## Description
(11954) 1994 BY a été découvert le 22 janvier 1994 à l'observatoire de Fujieda Shizuoka (Japon) par Hitoshi Shiozawa et Takeshi Urata.

### Caractéristiques orbitales
L'orbite de cet astéroïde est caractérisée par un demi-grand axe de 2,23 UA, un périhélie de 1,98 UA, une excentricité de 0,11 et une inclinaison de 5,16° par rapport à l'écliptique. Du fait de ces caractéristiques, à savoir un demi-grand axe compris entre 2 et 3,2 UA et un périhélie supérieur à 1,666 UA, il est classé, selon la JPL Small-Body Database, comme objet de la ceinture principale d'astéroïdes.

### Caractéristiques physiques
(11954) 1994 BY a une magnitude absolue (H) de 14,6 et un albédo estimé à 0,210.